# Смирнов, Архип Дмитриевич
Архи́п Дми́триевич Смирно́в (1891, Маркушки, Яранский уезд, Кикнурская волость, Вятская губерния, Российская империя ― 27 сентября 1964, Тумьюмучаш, Куженерский район, Марийская АССР, СССР) ― марийский советский врач. Главный врач Марийского республиканского противотрахоматозного диспансера (1953―1964). Один из первых в Марий Эл заслуженный врач РСФСР (1941). Кавалер ордена Ленина (1951). Участник Великой Отечественной войны и войны с Японией. Член ВКП(б).

## Биография
Родился в 1891 году с. Маркушки ныне Яранского района Кировской области в бедной многодетной семье сторожа земской управы. В 1909 году окончил Вятскую фельдшерскую школу. Работал сельским врачом на территории нынешних Новоторъяльского, Мари-Турекского районов Марий Эл и Пижанского района Кировской области.
В 1930 году окончил Саратовский медицинский институт. С 1930 до 1941 года заведовал только что открытой участковой больницей в с. Тумьюмучаш Куженерского района, где при его активном участии были сооружены здания больницы и диспансер, заложен фруктовый сад, организовано подсобное хозяйство. В 1933 году прошёл специализацию в Казани по циклу офтальмологии, получает профессию врача-окулиста и начинает делать операции на глаза. К нему на лечение приезжали из различных районов Марийской АССР и Кировской области.
26 июля 1941 года призван в РККА. Участник Великой Отечественной войны и войны с Японией: врач стрелкового полка на Дальневосточном фронте, капитан медицинской службы. В 1945 году награждён орденом Красной Звезды. Демобилизовался в 1946 году.
В 1953―1964 годах работал главным врачом Марийского республиканского противотрахоматозного диспансера. В 1961 году при его непосредственном участии в Марийской АССР окончательно была ликвидирована трахома как опасное заболевание.
За многолетнюю безупречную работу в 1941 году удостоен высокого звания «Заслуженный врач РСФСР». В 1951 году награждён орденом Ленина.
Умер 27 сентября 1964 года в санатории «Кече» с. Тумьюмучаш Куженерского района Марийской АССР, похоронен в парке на территории местной больницы.

## Звания и награды
- Орден Ленина (14.06.1951)[2][3][4]
- Орден Красной Звезды (29.09.1945)[7]
- Медаль «За победу над Германией в Великой Отечественной войне 1941―1945 гг.» (09.05.1945)[8]
- Медаль «За победу над Японией» (30.09.1945)[9]
- Почётная грамота Президиума Верховного Совета Марийской АССР (1959)[2][3]
- Заслуженный врач РСФСР (1941)[2][3]
- Заслуженный врач Марийской АССР[4]

## Память
На его могиле в парке Тумьюмучашской больницы Куженерского района Марий Эл установлен памятник с надписью «Заслуженному врачу РСФСР и Марийской АССР, основателю и главному врачу Тумью-Мучашской больницы А. Д. Смирнову (1891―1964)».